# Lingiade
Die Lingiade war eine turnerische Großveranstaltung, die zu Ehren des Begründers des schwedischen Turnens, Pehr Henrik Ling, in Stockholm abgehalten wurde.
Die Lingiaden fanden 1939 und 1949 statt, Austragungsort war das Olympiastadion von Stockholm.
Auf ihrer 45. Seereise vom 17. bis 25. Juli 1939 brachte die Wilhelm Gustloff von Swinemünde aus die 1.400 deutschen Sportler nach Stockholm und diente gleichzeitig als Wohnschiff für die Sportler und Betreuer.
1949 nahmen 14.000 Menschen aus 55 Ländern an der Veranstaltung teil.